# Софианиди, Мэри Михайловна
Софианиди Мэри Михайловна (17 января 1937  Крымск  — 4 июля 2015, Мирный) — российский поэт. Автор поэтических переводов с якутского языка, общественный деятель.

## Биография
Мэри (Меро́пи) Михайловна Софианиди родилась в Крымске Краснодарского края. Детство провела в Грузии, в юности жила в Казахстане. Окончила филологический факультет Кызыл-Ординского педагогического института, Иркутский институт иностранных языков (французское отделение). Трудовую деятельность начала в школе – учителем русского языка и литературы, работала в редакции газеты «Кентауская правда» в Казахстане. Приехала в Мирный (ЯАССР) в 1963 году, где и раскрылись в полной мере ее творческие способности и талант. Работала в редакции газеты «Мирнинский рабочий», заведующей редакционно-издательской группой института «Якутнипроалмаз». Позднее организовала, названное в честь алмазоносного минерала, литературное творческое объединение «Кимберлит». Активно и много работала с молодыми авторами, вела многогранную общественно-культурную деятельность, пропагандировала якутскую культуру. Много сил отдала увековечиванию памяти первопроходцев «алмазного края». Осуществляла издательские проекты, принимая участие в них как автор, составитель, главный редактор. С 90-х годов Мэри Михайловна возглавляла Мирнинское отделение Союза писателей РС(Я). Скончалась 4 июля 2015 года. Похоронена в городе Мирном.

## Литературная работа
Сделала переводы на русский язык стихотворений первой якутской поэтессы, уроженки Нюрбинского улуса Варвары Потаповой. Совместно с заслуженной артисткой РС(Я) З. П. Багынановой по мотивам произведений В. Потаповой написала сценарий постановки, осуществленной на сцене драматического Саха театра. М.М. Софианиди автор сценария документального фильма "Сунтар – земля Олонхо" (1981. Производство: Иркутское телевидение).  М. М. Софианиди много работала с начинающими авторами, помогла им издать первые книги. Среди них – получившие известность Л. Батурин, А. Тайшина, А. Толстов, И. Галкин, А. Карева, В. Игнатьев, Н. Романов, В. Трофимов и многие другие. М.М. Софианиди прожила в г. Мирном более пятидесяти лет. Она оставила значительное творческое наследие – стихи, прозу, очерки, эссе. Важной заслугой Мэри Михайловны является ее активность в переводе якутских авторов. При Мирнинском отделении Союза писателей она создала секцию переводчиков и якутскую секцию, способствовала изданию книг на якутском языке Осипа Филиппова, Августины Лонкуновой. Создала уникальную книгу стихов - перевод Омара Хайяма на якутский язык в изложении якутского самородка Михаила Егорова.

## Альманах «Вилюйские зори»
Софианиди с 1998 года являлась основателем и бессменным главным редактором общественно-политического, литературно-художественного альманаха «Вилюйские зори» — периодического издания, созданного по ее инициативе при поддержке администрации Мирнинского района и АК «АЛРОСА». На страницах альманаха регулярно излагается общественная, творческая жизнь Западной Якутии, публикуются произведения мирнинцев, репродукции художников и воспоминания ветеранов алмазодобывающей промышленности, исторические материалы.

## Общественная деятельность
Организовала самое крупное в республике литературное объединение «Кимберлит», интернациональный клуб, который занимался изучением и пропагандой якутской культуры. Возглавляла Мирнинское отделение Союза писателей РС(Я). Участвовала в подготовке радио- и телепередач, автор  статей, очерков и эссе в республиканской печати, а также за пределами Якутии — в Москве, Тбилиси, Ереване, Болгарии и Греции. Была автором романсов и самостоятельно исполняла их под аккомпанемент гитары. Организовала выставки художников в Крестяхе, Тойбохое, Кутане, Сунтаре. Была инициатором создания картинной галереи в с. Вилючан Сунтарского улуса. Вела краеведческую работу. Благодаря ее исследованиям в селе Тас-Юрях увековечена память первого «алмазного летчика», участника алмазных открытий Иннокентия Куницына: ему установлен памятник.

## Книги
- «Памятник живым» Якутск, 1974
- «Дороже алмазов» Якутск,1978
- «Мужество первопроходца»
- «Сунтарские встречи» Якутск,1982
- «Кимберлит» Якутск, 1990
- «Якутская сюита» Новосибирск,1997
- «Акварели» Новосибирск, 1997
- «Монограмма души» Новосибирск,1997
- «Минерал номер один» Новосибирск,1997
- «На полуострове любви» Новосибирск,1997
- «Общенье душ» Новосибирск, 2000
- «Серебряный рассвет» Новосибирск, 2004
- «Корабль судьбы» Новосибирск, 2007

## Награды
- Ветеран труда
- Ветеран алмазодобывающей промышленности.
- Грамота Президента РС(Я) с вручением золотых именных часов к 45-летию г. Мирного
- Почетный знак «Отличник культуры Республики Саха (Якутия)»
- Грамота Государственного Собрания (Ил Тумэн) Республики Саха Якутия)
- Памятный знак «370 лет вхождения Якутии в состав Российского государства»
- Памятный знак «За вклад в развитие Мирнинского района Республики Саха (Якутия)
- Почетный гражданин Мирнинского района Республики Саха (Якутия)
- Почетный гражданин Сунтарского улуса Республики Саха (Якутия)
- Знак отличия Республики Саха (Якутия) «Гражданская доблесть»
- Юбилейный памятный знак «50 лет Мирнинскому району»

## Память
- Фильм телерадиокомпании «Алмазный край» «Мэри Софианиди. Очень личное». Мирный, 2015
- Разработан «Урок внеклассного чтения в 10 классе «Планета любви Мэри Софианиди» г. Мирный